# Mustafa Al-Kadhimi
Mustafa al-Kadhimi (in arabo مصطفى الكاظمي‎?; nato Mustafa Abdul-Latif Mishatat; Baghdad, 5 luglio 1967) è un politico, funzionario e giornalista iracheno.
Dal 7 maggio 2020 al 27 ottobre 2022 è stato Primo ministro dell'Iraq.

## Biografia
È stato un giornalista critico nei confronti del regime di Saddam Hussein ed ha trascorso in esilio parte della sua vita.
Dal 7 giugno 2016 al 9 aprile 2020 è stato direttore dei servizi segreti.
Il 7 maggio 2020 è stato nominato Primo ministro dell'Iraq. La sua nomina è stata appoggiata dagli Stati Uniti d'America.